# MPSOC

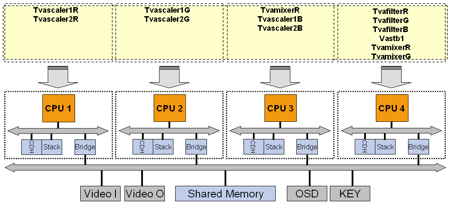
Plataforma genérica de MPSoC

El sistema multiprocessador en xip (MPSoC) és un sistema en xip(SoC) on executa múltiples processadors (vegeu multi-core) paral·lelament, generalment orientat a aplicacions encastades.
És una plataforma que composta per un nucli de múltiples elements de processament heterogenis amb funcionalitats específiques que corresponen amb la necessitat del domini de l'aplicació esperada, a una jerarquia de memòria, tots aquests components estan units en una interconnexió en xip.
És una arquitectura que satisfà les necessitats del rendiment de les aplicacions de multimèdia, arquitectura de telecomunicacions, la seguretat de la xarxa, i altres dominis d'aplicacions al mateix temps limita el consum d'energia mitjançant l'ús d'elements de processament especialitzats.